# Замок Зигмаринген
Замок Зигмаринген — замок в Зигмарингене, в Баден-Вюртемберг, бывшая резиденция династии Гогенцоллернов-Зигмарингенов.
В замке размещается собрание оружия (от Средневековья — до наших дней), в залах и салонах мебель, картины, фарфор. Залы в замке: Португальская галерея, Зал Хуберта, Зал предков, Покои Жозефины, Зеленый салон, Французский салон (трапезная), Красный салон и др.

## Галерея

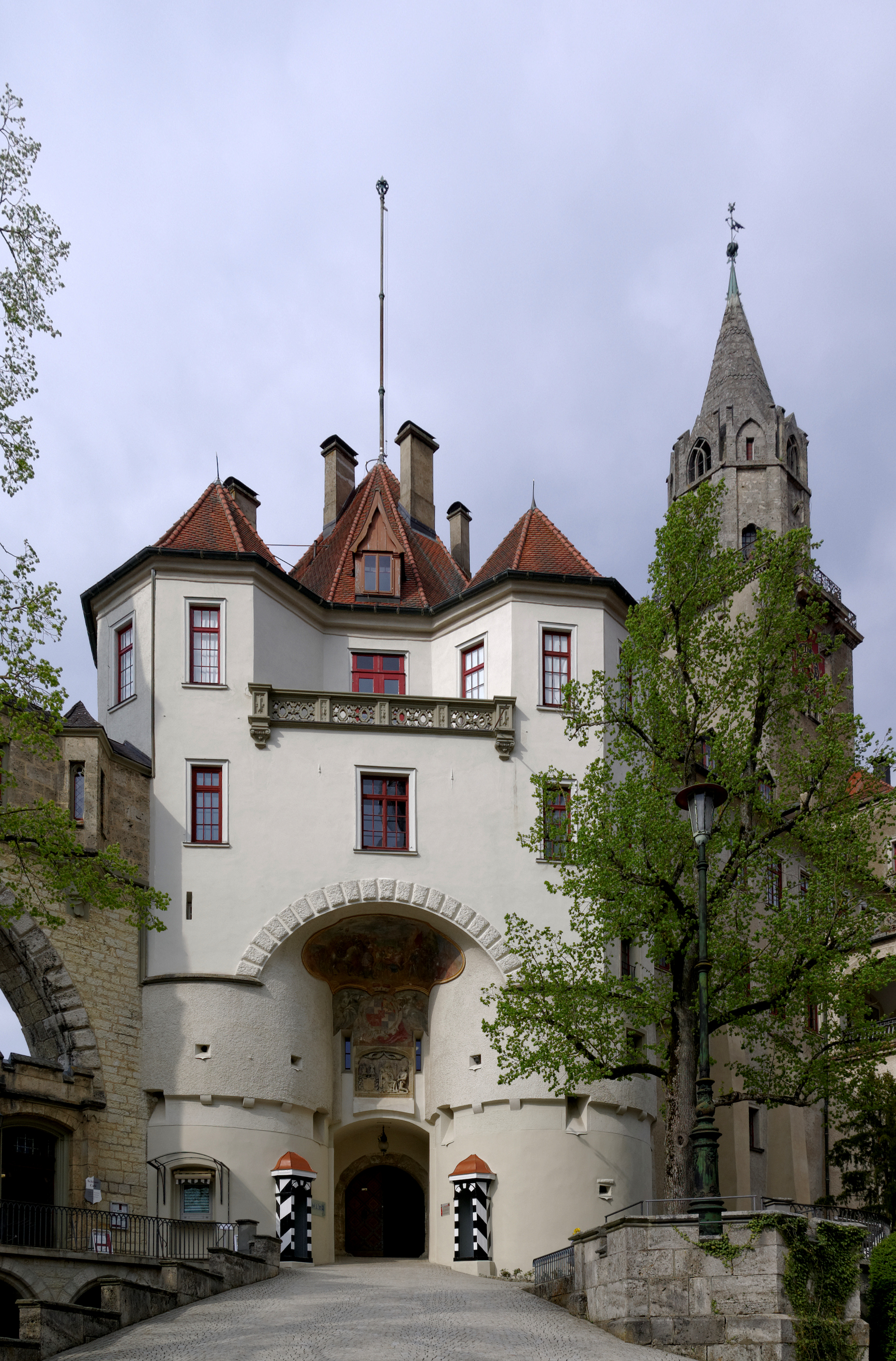
Главные ворота
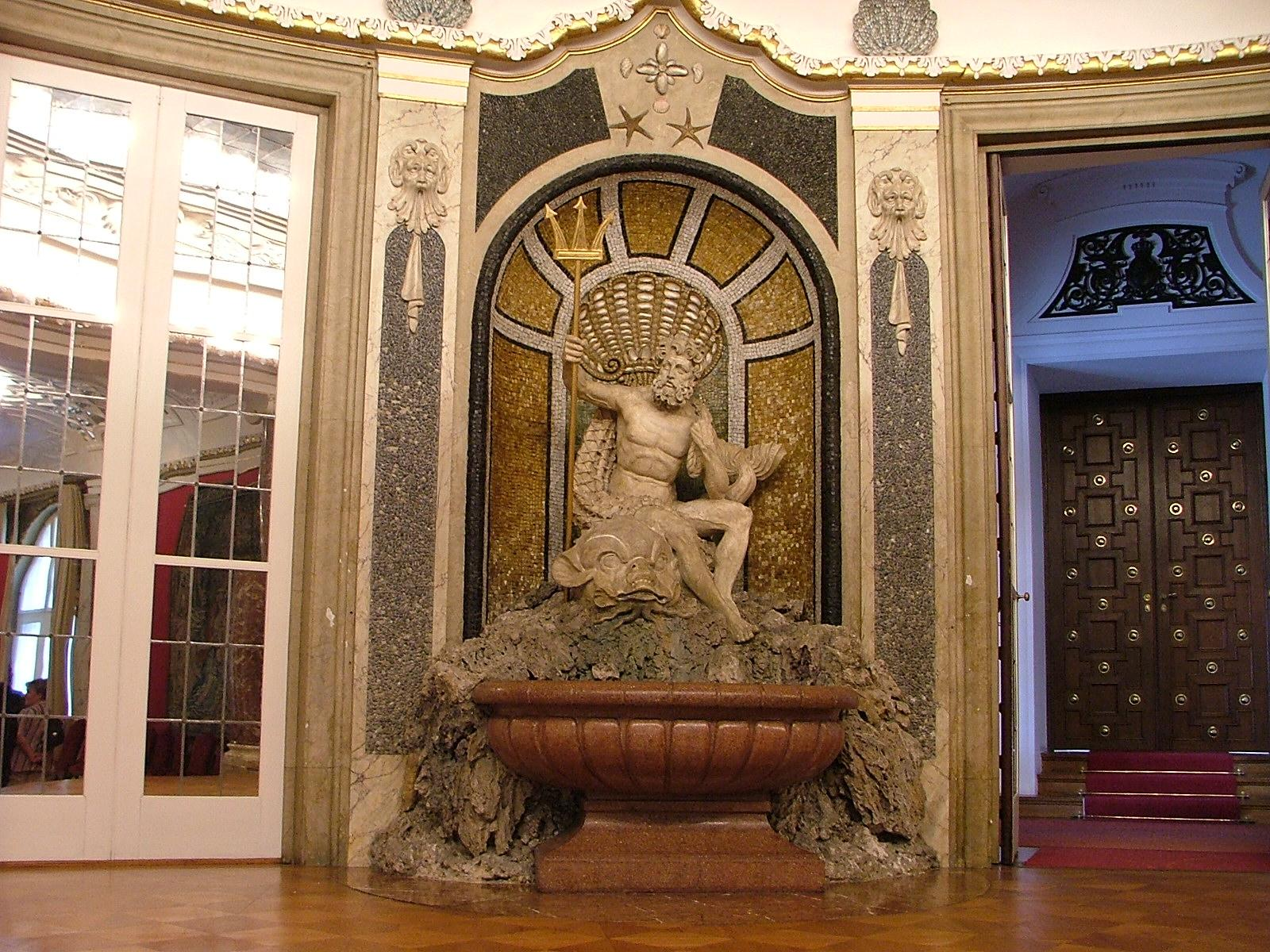
Португальская галерея
Музей карет

## Справка
В августе 1944 года, при приближении союзников и сил Сопротивления, Филипп Петен и его авторитарное коллаборационистское правительство Франции, известное как режим Виши́, были насильно эвакуированы немцами в Баден-Вюртемберг, в замок Зигмаринген. В апреле 1945 года замок был взят союзными войсками, а Петен и правительство Виши были отправлены в Париж для судебного разбирательства.

## Документальные фильмы
- 2017 - Зигмаринген. Последнее пристанище / Sigmaringen, le dernier refuge (реж. Серж Моати / Serge Moati)